# Strada Șelari
El carrer strada Șelari és un carrer del centre històric de Bucarest, sector 3. El carrer està orientat de nord a sud i té una longitud de 260 metres entre el carrer Lipscani i Splaiul Independenței. El carrer agafa el nom dels que fabricaven i venien sellons i altres arnesos i tenien aquí les seves botigues i tallers. Antigament, el carrer Șelari era un dels carrers més importants de Bucarest.

## Monuments i edificis històrics
La casa del núm. 20-22, construït a finals del segle xix, està inscrit a la Llista de monuments històrics 2010 - Bucarest - al núm. crt. 2066, codi LMI B-II-mB-19749.

## Galeria d'imatges

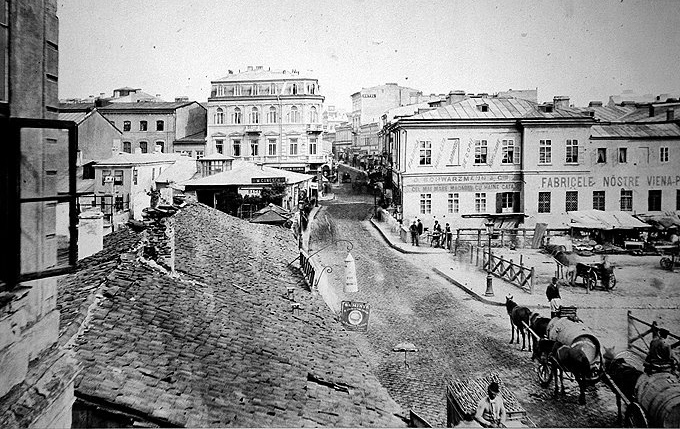
Carrer Șelari 1870
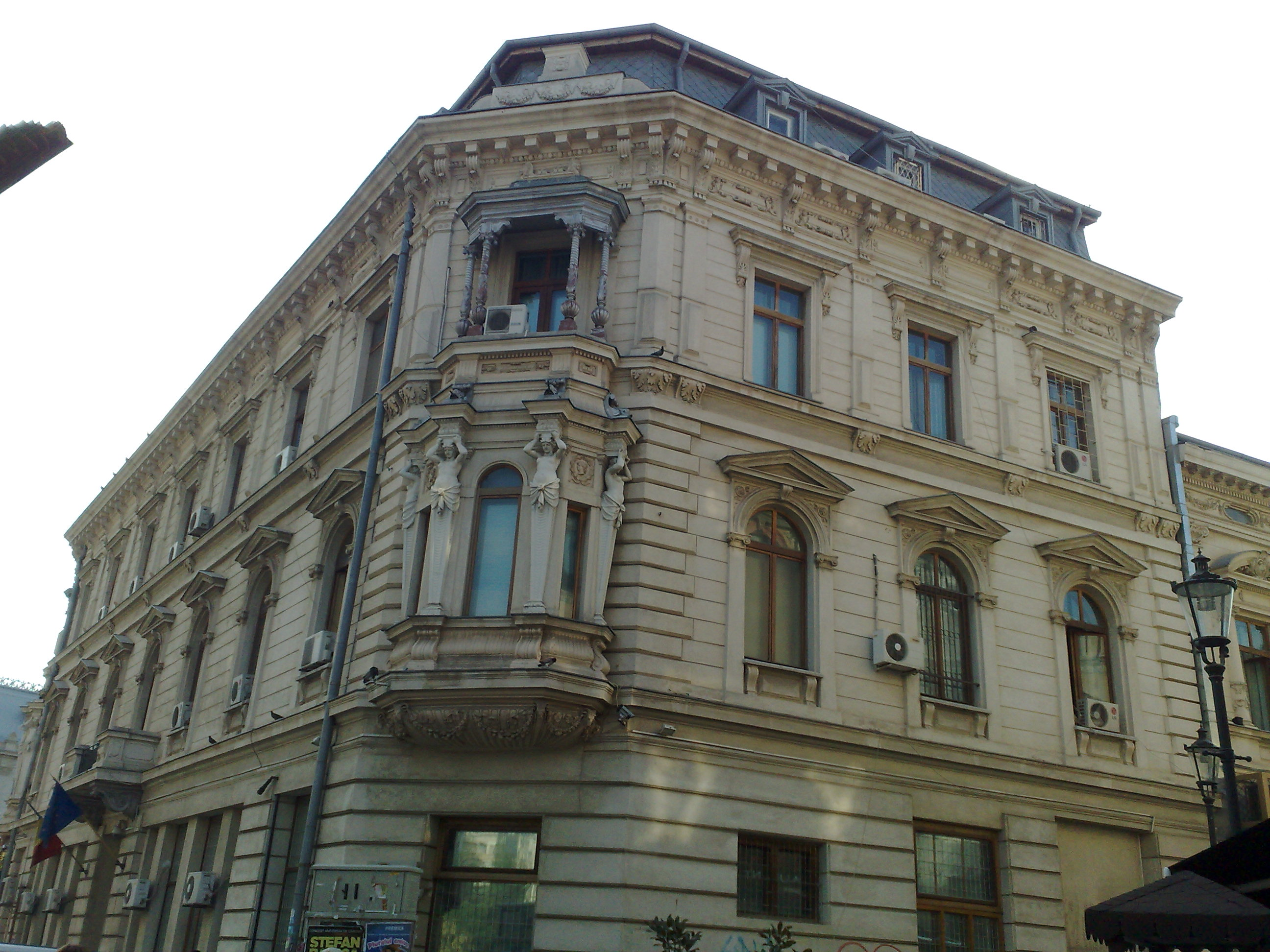
Casa a Șelari
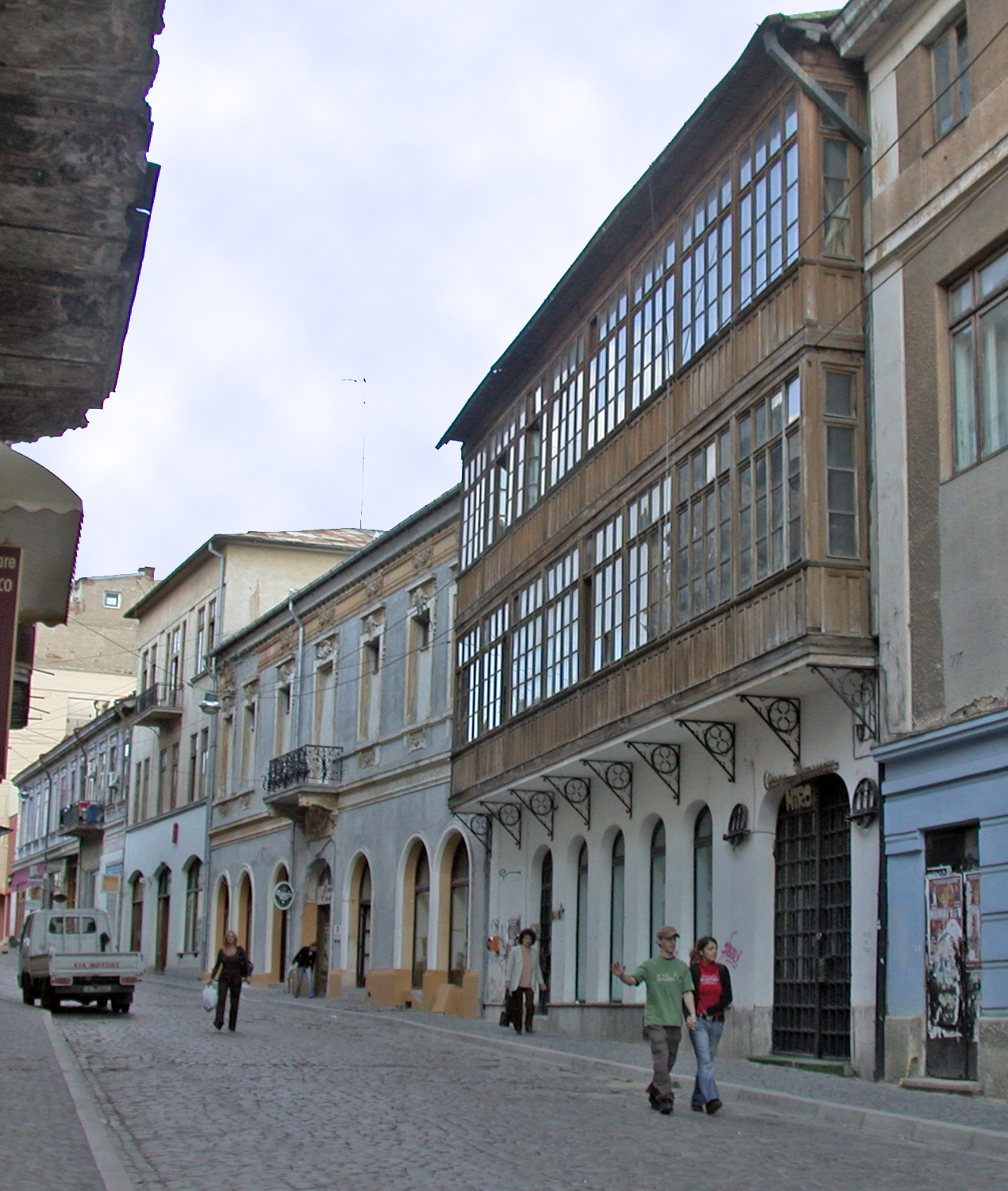
Carrer Șelari